# Ångermanlands hemslöjdsförening
Ångermanlands hemslöjdsförening bildades 1909 på initiativ av affärsmannen och riksdagsmannen Hugo Fahlén (1865-1919) och hans hustru Anna Fahlén (1876-1955). Ångermanlands Hemslöjdsförening har lokalföreningar i Sollefteå, Härnösand och Örnsköldsvik.
Materialet från en omfattande slöjdinventering 1910 utgjorde grunden i Föreningen Ångermanlands textilarkiv, som 1995 invigdes i Sollefteå. Ångermanlands Hemslöjdsförening har värnat om den ångermanländska linslöjden och är bland annat känd för sina damastvävar och sin anundsjösöm.
Ångermanlands Hemslöjdsförening är en landskapsförening med drygt 800 medlemmar där lokalföreningarna Härnösand, Örnsköldsvik och Sollefteå ingår. Föreningens mål är att bevara och utveckla slöjdtraditionerna, att tillvarata lokala slöjdtekniker och uppmuntra till nyskapande  samt informera och sprida kännedom om hemslöjdens kulturarv och att slöjd och hantverk har en självklar plats i människors dagliga liv.
På uppdrag av Ångermanlands läns hemslöjdsförening vävde damastväverskan Emma Wiberg (1901-1990) särskilt stora damastdukar med tillhörande servetter. Många av mönstren gjordes av textilkonstnären Gulli Lundquister (1900-1982). Emma Wiberg, som kom från byn Undrom i Boteå socken, Sollefteå kommun i Västernorrlands län, blev en symbol för förnyelsen i den ångermanländska linnevävtraditionen.
Murberget Länsmuseet Västernorrland på Murberget i Härnösand övertog 2009 Ångermanlands Hemslöjdsförenings samlingar.

## Rererenser
1. ↑  NE, Nationalencyklopedin, Bokförlaget Bra Böcker, Tjugonde bandet, 1996, sidan 350. ISBN 91-7024-620-3.
2. 1 2  Ångermanlands Hemslöjdsförening.